# Мервин Роуз
Мервин Гордън Роуз (на английски: Mervyn Gordon Rose) е австралийски тенисист. 

## Биография
Мервин Роуз е роден на 23 януари 1930 г. в Кофс Харбър, Нов Южен Уелс, Австралия.
Роуз почива на 23 юли 2017 г. на 87-годишна възраст.

## Кариера
Мервин Роуз е класиран в Топ 10 на света през по-голяма част от своята тенис кариера и представя Австралия за Купа Дейвис от 1951 до 1957 г. Класиран е за номер 3 в света през 1958 г. от Ланс Тингей от „Дейли Телеграф“. 
Роуз печели титлата на сингъл на Откритото първенство на Австралия през 1954 г. в Сидни, като побеждава своя сънародник Рекс Хартвиг на финала в четири сета. Четири години по-късно, през 1958 г., той става шампион на сингъл на Откритото първенство на Франция след победа в два сета на финала срещу Луис Аяла.
През 1959 г. Роуз става професионалист и играе в турнири с групата договорни играчи на Джак Креймър. Той официално е класиран под номер 9 в системата за класиране на точките на Креймър за 1959 г.

## Кариерна статистика

#### Титли на сингъл отГолям шлем(2)
| година | турнир       | съперник     | резултат                   |
| ------ | ------------ | ------------ | -------------------------- |
| 1954   | ОП Австралия | Рекс Хартуиг | 6 – 2, 0 – 6, 6 – 4, 6 – 2 |
| 1958   | Ролан Гарос  | Луис Аяла    | 6 – 3, 6 – 4, 6 – 4        |

#### Финали на сингъл отГолям шлем(1)
| година | турнир       | съперник   | резултат            |
| ------ | ------------ | ---------- | ------------------- |
| 1953   | ОП Австралия | Кен Розуол | 0 – 6, 3 – 6, 4 – 6 |